# Gustavo Álvarez
Gustavo Álvarez (Haedo, 27 ottobre 1972) è un allenatore di calcio ed ex calciatore argentino, di ruolo centrocampista, tecnico dell'Universidad de Chile.

## Caratteristiche tecniche
Giocava come terzino sinistro.

## Carriera

### Giocatore
Durante la sua breve carriera da calciatore ha giocato con Arsenal Sarandí, Temperley, Barracas Central e Centro Español, prima di ritirarsi all'età di 26 anni.

### Allenatore
Il 4 maggio 2016 è stato ingaggiato come nuovo allenatore del Temperley, militante nella massima serie argentina. È rimasto alla guida dai Gasoleros fino al 21 novembre dell'anno successivo, quando si è dimesso per assumere la guida dell'Aldosivi.
Con il club gialloverde nel 2018 ha centrato la promozione in Primera División, battendo per 3-1 l'Almagro nello spareggio.

### Statistiche da allenatore
Statistiche aggiornate al 10 marzo 2019.
| Stagione         | Squadra          | Campionato       | Campionato | Campionato | Campionato | Campionato | Coppe nazionali | Coppe nazionali | Coppe nazionali | Coppe nazionali | Coppe nazionali | Coppe continentali | Coppe continentali | Coppe continentali | Coppe continentali | Coppe continentali | Altre coppe | Altre coppe | Altre coppe | Altre coppe | Altre coppe | Totale | Totale | Totale | Totale | % Vittorie | Piazzamento     |
| Stagione         | Squadra          | Comp             | G          | V          | N          | P          | Comp            | G               | V               | N               | P               | Comp               | G                  | V                  | N                  | P                  | Comp        | G           | V           | N           | P           | G      | V      | N      | P      | %          | Piazzamento     |
| ---------------- | ---------------- | ---------------- | ---------- | ---------- | ---------- | ---------- | --------------- | --------------- | --------------- | --------------- | --------------- | ------------------ | ------------------ | ------------------ | ------------------ | ------------------ | ----------- | ----------- | ----------- | ----------- | ----------- | ------ | ------ | ------ | ------ | ---------- | --------------- |
| 2016             | Temperley        | PD               | 3          | 1          | 0          | 2          | CA              | 1               | 0               | 0               | 1               | -                  | -                  | -                  | -                  | -                  | -           | -           | -           | -           | -           | 4      | 1      | 0      | 3      | 25,00      | Subentrato, 12º |
| 2016-2017        | Temperley        | PD               | 20         | 8          | 4          | 8          | CA              | 2               | 1               | 0               | 1               | -                  | -                  | -                  | -                  | -                  | -           | -           | -           | -           | -           | 22     | 9      | 4      | 9      | 40,91      | 18º             |
| 2017-2018        | Temperley        | PD               | 9          | 1          | 2          | 6          | CA              | 0               | 0               | 0               | 0               | -                  | -                  | -                  | -                  | -                  | -           | -           | -           | -           | -           | 9      | 1      | 2      | 6      | 11,11      | Dimissionario   |
| Totale Temperley | Totale Temperley | Totale Temperley | 32         | 10         | 6          | 16         |                 | 3               | 1               | 0               | 2               |                    | -                  | -                  | -                  | -                  |             | -           | -           | -           | -           | 35     | 11     | 6      | 18     | 31,43      |                 |
| 2017-2018        | Aldosivi         | PBN              | 16         | 9          | 4          | 3          | CA              | 1               | 0               | 1               | 0               | -                  | -                  | -                  | -                  | -                  | -           | -           | -           | -           | -           | 17     | 9      | 5      | 3      | 52,94      | 2º              |
| 2017-2018        | Aldosivi         | PD               | 21         | 8          | 5          | 8          | CA              | 0               | 0               | 0               | 0               | -                  | -                  | -                  | -                  | -                  | -           | -           | -           | -           | -           | 21     | 8      | 5      | 8      | 38,10      | 12º (in corso)  |
| Totale carriera  | Totale carriera  | Totale carriera  | 69         | 27         | 15         | 27         |                 | 4               | 1               | 1               | 2               |                    | -                  | -                  | -                  | -                  |             | -           | -           | -           | -           | 73     | 28     | 16     | 29     | 38,36      |                 |

## Palmarès

### Allenatore

#### Competizioni nazionali
- Campionato cileno: 1

Huachipato: 2023
- Copa Chile: 1

Universidad de Chile: 2024